# Сент-Фуа-де-Монгомри
Сент-Фуа́-де-Монгомри́ (фр. Sainte-Foy-de-Montgommery) — коммуна во Франции, находится в регионе Нижняя Нормандия. Департамент коммуны — Кальвадос. Входит в состав кантона Ливаро. Округ коммуны — Лизьё.
Код INSEE коммуны — 14576.

## Население
Население коммуны на 2010 год составляло 203 человека.
| 1962 | 1968 | 1975 | 1982 | 1990 | 1999 | 2010 |
| ---- | ---- | ---- | ---- | ---- | ---- | ---- |
| 194  | 186  | 168  | 145  | 192  | 174  | 203  |

## Экономика
В 2010 году среди 132 человек трудоспособного возраста (15—64 лет) 99 были экономически активными, 33 — неактивными (показатель активности — 75,0 %, в 1999 году было 64,9 %). Из 99 активных жителей работали 93 человека (51 мужчина и 42 женщины), безработных было 6 (3 мужчин и 3 женщины). Среди 33 неактивных 11 человек были учениками или студентами, 11 — пенсионерами, 11 были неактивными по другим причинам.